# Divisões administrativas em 1916
Nesta página encontrará referências aos acontecimentos directamente relacionados com a regiões administrativas ocorridos durante o ano de 1916.

## Eventos
- Abrantes elevada à categoria de cidade.